# Десантно-штурмовые вертолётоносцы

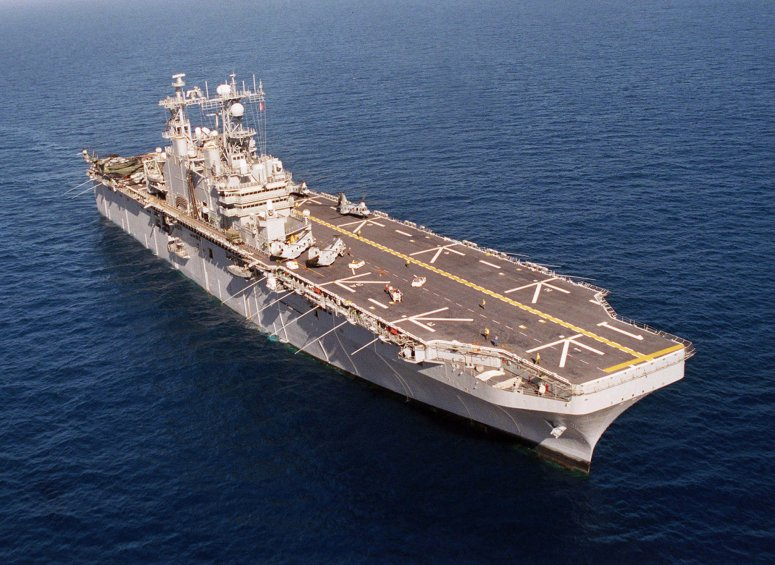
УДК «Тарава» (LHA-1) в июне 1997 года.

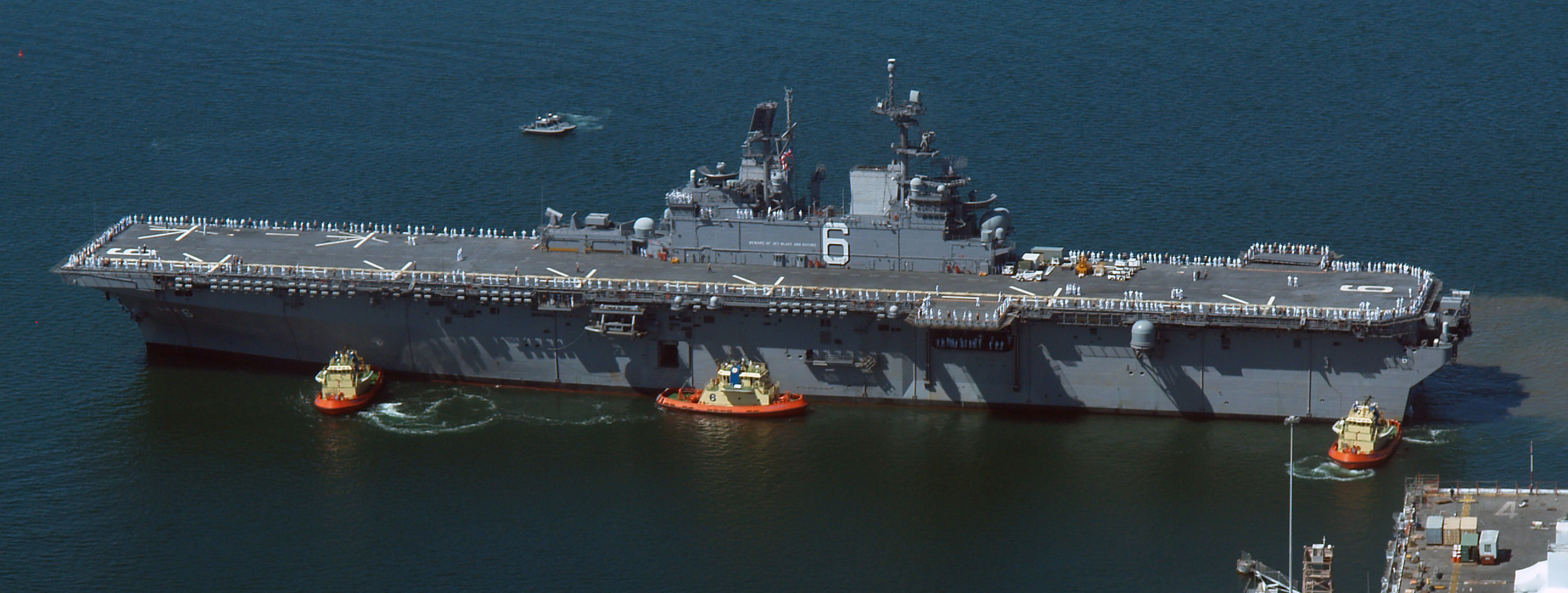
УДК «Америка» (LHA-6) в Сан-Диего, 15 сентября 2014

Десантно-штурмовые вертолётоносцы (Landing Helicopter Assault, LHA) — подкласс универсальных десантных кораблей согласно классификации кораблей ВМС США, включающий в себя универсальные десантные корабли общего назначения. Представителями этого подкласса являются УДК типов «Тарава» и «Америка». Они используются для транспортировки личного состава и техники морской пехоты в составе морских экспедиционных сил. Обычно входят в состав корабельных групп, называемых Amphibious Ready Groups (десантные группы высокой степени готовности). Эти корабли вместе с кораблями сопровождения способны решать широкий круг задач от высадки десанта до гуманитарных операций. Строятся с полной полетной палубой и внешне похожи на авианосцы. Авиагруппа обычно состоит из десантно-транспортных вертолётов и вертолётов огневой поддержки, однако в авиагруппу могут также входить конвертопланы (MV-22 Osprey) и самолёты с укороченным разбегом и вертикальной посадкой (STOVL) типа AV-8 «Харриер» и F-35B «Лайтнинг II».

## Список кораблей
| Тактический номер                              | Название     | Введен в строй | Списан     |
| ---------------------------------------------- | ------------ | -------------- | ---------- |
| Универсальные десантные корабли типа «Тарава»  |              |                |            |
| LHA-1                                          | Tarawa       | 29.05.1976     | 30.09.2009 |
| LHA-2                                          | Saipan       | 15.10.1977     | 20.04.2007 |
| LHA-3                                          | Belleau Wood | 23.09.1978     | 28.10.2005 |
| LHA-4                                          | Nassau       | 28.07.1979     | 31.03.2011 |
| LHA-5                                          | Peleliu      | 03.05.1980     | 07.04.2015 |
| Универсальные десантные корабли типа «Америка» |              |                |            |
| LHA-6                                          | America      | 11.10.2014     |            |
| LHA-7                                          | Tripoli      | В постройке    |            |
| LHA-8                                          | Bougainville | Планируется    |            |

## Отличия LHA от LHD
Существуют весьма условная грань между LHA и другим подклассом универсальных десантных кораблей — LHD (Landing helicopter dock, десантные вертолётоносные корабли-доки). Первые более ориентированы на вертолётное десантирование и поддержку с воздуха (хотя в большинстве имеют также доковую камеру для десантных барж и катеров на воздушной подушке), поэтому имеют увеличенный ангар, расширенные средства обслуживания авиационной техники, увеличенные ёмкости для авиационного топлива и хранилища для авиационного вооружения, уменьшенную или вообще отсутствующую доковую камеру. Из всех кораблей подкласса LHA в ВМС США доковая камера отсутствует на кораблях типа «Америка» LHA-6 и LHA-7, однако на планируемых последующих кораблях этого типа, начиная с LHA-8, доковая камера предусматривается.